# Salto de esqui nos Jogos Olímpicos de Inverno de 1980

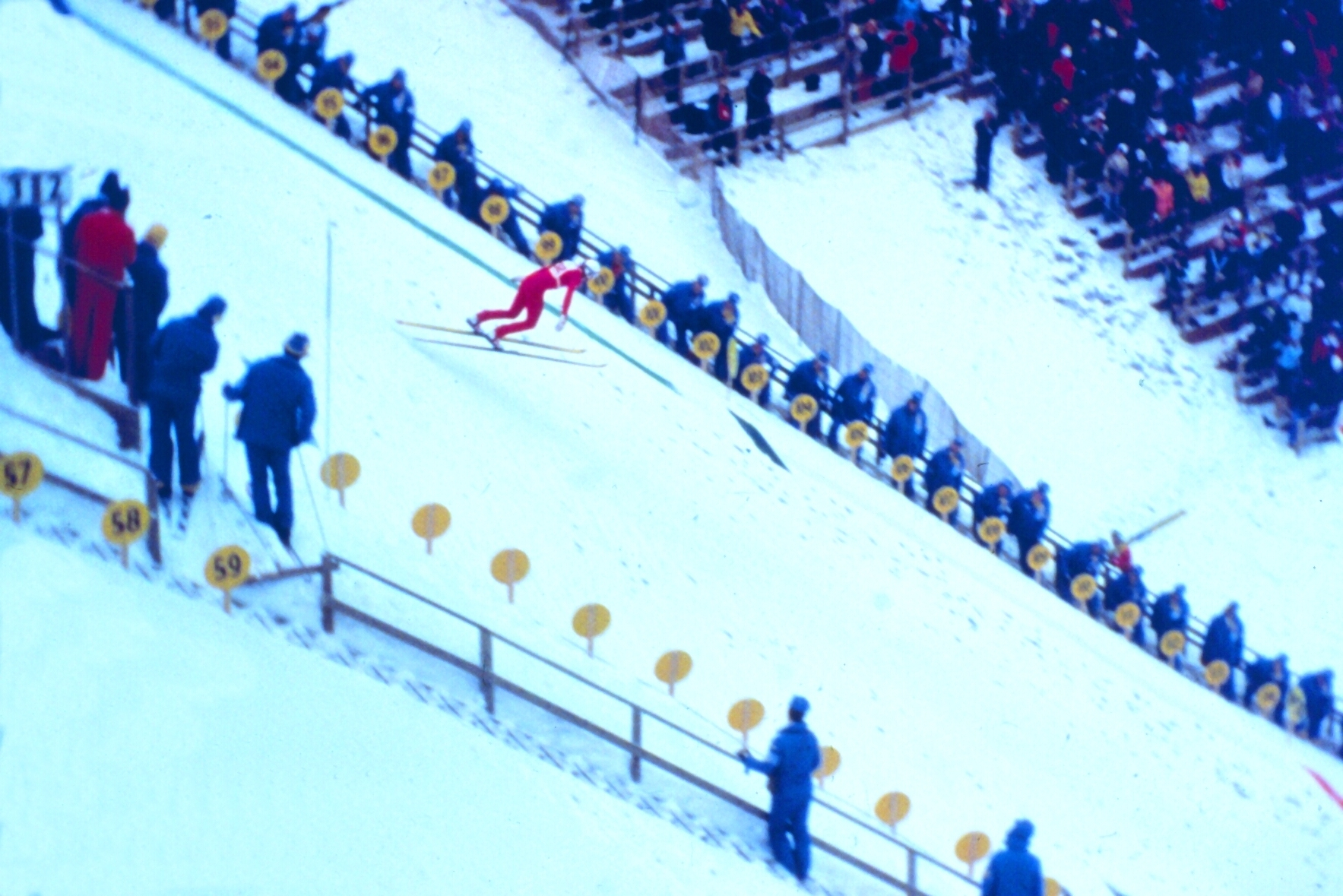
Atleta executando um salto durante os Jogos

As competições de salto de esqui nos Jogos Olímpicos de Inverno de 1980 foram disputadas nos dias 17 e 23 de fevereiro em Lake Placid, nos Estados Unidos. A modalidade teve disputas em dois eventos: saltos em pista curta e pista longa.

## Medalhistas
| Evento                           | Ouro                         | Prata                                                         | Bronze                       |
| -------------------------------- | ---------------------------- | ------------------------------------------------------------- | ---------------------------- |
| Pista normal individual detalhes | Toni Innauer AUT Áustria     | Manfred Deckert GDR Alemanha Oriental Hirokazu Yagi JPN Japão | nenhum                       |
| Pista longa individual detalhes  | Jouko Törmänen FIN Finlândia | Hubert Neuper AUT Áustria                                     | Jari Puikkonen FIN Finlândia |

## Quadro de medalhas
| Ordem | País                  | Medalha de ouro | Medalha de prata | Medalha de bronze |   |
| ----- | --------------------- | --------------- | ---------------- | ----------------- | - |
| 1     | AUT Áustria           | 1               | 1                |                   | 2 |
| 2     | FIN Finlândia         | 1               |                  | 1                 | 2 |
| 3     | GDR Alemanha Oriental |                 | 1                |                   | 1 |
| 3     | JPN Japão             |                 | 1                |                   | 1 |
| TOTAL | TOTAL                 | 2               | 3                | 1                 | 6 |